# Sympycnus balearicus
Sympycnus balearicus är en tvåvingeart som beskrevs av Tsacas 1960. Sympycnus balearicus ingår i släktet Sympycnus och familjen styltflugor. Inga underarter finns listade i Catalogue of Life.